# Vista (folclândia)

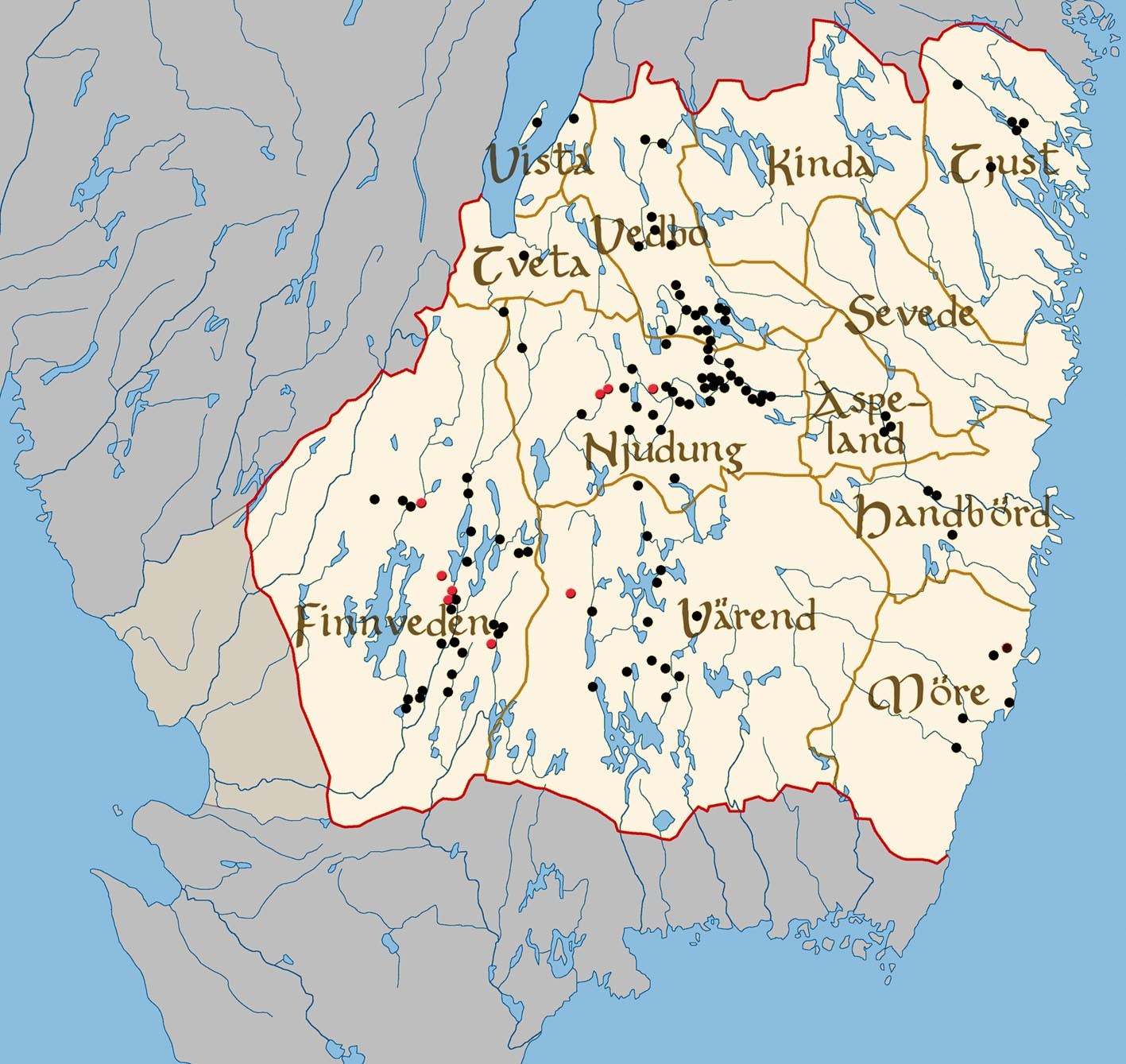
As pequenas terras da Esmolândia. Os pontos pretos e vermelhos marcam as pedras rúnicas da região

Vista era uma das treze terras pequenas (semelhantes às folclândias da Uplândia) que se uniram para formar a Esmolândia, na Suécia, e compunha parte da sua porção norte.

## História
Vista e Tueta faziam fronteira com a Gotalândia Ocidental e a lesta delas estava Vedbo. Juridicamente, vigorava em Vista a Lei da Gotalândia Oriental. A ela pertencia a ilha de Visingo, a maior do lago Veter. Junto com Tueta, Vedbo e Mo, formou uma unidade judicial centrada em Lincopinga. Desde o tempo da Casa de Bialbo (1250–1364), Lincopinga e os territórios de Vista, Tueta e Visingo eram um condado especial. Em 1612, prestou queixa, pois seus soldados roubaram seu gado. Ela tinha vastas terras aráveis.